# Campionato europeo di pallanuoto 1985 (maschile)
La XVII edizione del campionato europeo di pallanuoto è stata disputata a Sofia (Bulgaria), dal 4 all'11 agosto 1985, all'interno del programma degli europei di nuoto LEN.
La formula del torneo è stata la stessa delle più recenti edizioni: le otto partecipanti erano inserite in un unico girone.

L'Unione Sovietica è riuscita a bissare il titolo vinto a Roma due anni prima e conquistare così il suo quarto alloro continentale.

## Risultati
| Data     | Gara             | Gara    | Gara             |
| -------- | ---------------- | ------- | ---------------- |
| 04-08-85 | Ungheria         | 7 - 4   | Jugoslavia       |
| 04-08-85 | Spagna           | 9 - 7   | Paesi Bassi      |
| 04-08-85 | Germania Ovest   | 7 - 7   | Unione Sovietica |
| 04-08-85 | Italia           | 14 - 9  | Grecia           |
| 05-08-85 | Italia           | 11 - 7  | Spagna           |
| 05-08-85 | Jugoslavia       | 11 - 7  | Paesi Bassi      |
| 05-08-85 | Unione Sovietica | 13 - 6  | Grecia           |
| 05-08-85 | Germania Ovest   | 8 - 6   | Ungheria         |
| 06-08-85 | Jugoslavia       | 7 - 6   | Germania Ovest   |
| 06-08-85 | Spagna           | 7 - 14  | Unione Sovietica |
| 06-08-85 | Ungheria         | 8 - 6   | Grecia           |
| 06-08-85 | Paesi Bassi      | 5 - 6   | Italia           |
| 07-08-85 | Ungheria         | 10 - 8  | Spagna           |
| 07-08-85 | Grecia           | 5 - 12  | Jugoslavia       |
| 07-08-85 | Unione Sovietica | 7 - 6   | Italia           |
| 07-08-85 | Germania Ovest   | 12 - 7  | Paesi Bassi      |
| 09-08-85 | Paesi Bassi      | 6 - 8   | Unione Sovietica |
| 09-08-85 | Jugoslavia       | 7 - 3   | Spagna           |
| 09-08-85 | Italia           | 8 - 7   | Ungheria         |
| 09-08-85 | Germania Ovest   | 10 - 6  | Grecia           |
| 10-08-85 | Jugoslavia       | 10 - 9  | Italia           |
| 10-08-85 | Unione Sovietica | 10 - 8  | Ungheria         |
| 10-08-85 | Paesi Bassi      | 14 - 10 | Grecia           |
| 10-08-85 | Spagna           | 8 - 5   | Germania Ovest   |
| 11-08-85 | Spagna           | 8 - 8   | Grecia           |
| 11-08-85 | Ungheria         | 10 - 6  | Paesi Bassi      |
| 11-08-85 | Jugoslavia       | 7 - 7   | Unione Sovietica |
| 11-08-85 | Germania Ovest   | 12 - 9  | Italia           |

## Classifica finale
|    | Squadra          | Punti | G | V | N | P | GF | GS | DR  |
| -- | ---------------- | ----- | - | - | - | - | -- | -- | --- |
|    | Unione Sovietica | 12    | 7 | 5 | 2 | 0 | 66 | 47 | +19 |
|    | Jugoslavia       | 11    | 7 | 5 | 1 | 1 | 58 | 44 | +14 |
|    | Germania Ovest   | 9     | 7 | 4 | 1 | 2 | 60 | 50 | +10 |
| 4. | Italia           | 8     | 7 | 4 | 0 | 3 | 63 | 57 | +6  |
| 5. | Ungheria         | 8     | 7 | 4 | 0 | 3 | 56 | 50 | +6  |
| 6. | Spagna           | 5     | 7 | 2 | 1 | 4 | 50 | 62 | -12 |
| 7. | Paesi Bassi      | 2     | 7 | 1 | 0 | 6 | 52 | 66 | -14 |
| 8. | Grecia           | 1     | 7 | 0 | 1 | 6 | 50 | 79 | -19 |

### Campioni
| Oro |
| Unione Sovietica Evgenij Šaranov Nurlan Mendygaliev Pavel Prokopčuk Evgenij Grišin Sergej Naumov Viktor Berendjuga Sergej Kotenko Askar Orazalinov Giorgi Mshvenieradze Michail Ivanov Sergej Markoč Nikolaj Smirnov Mikhail Giorgadze |